# 皇帝テオドシウスと聖アンブロシウス

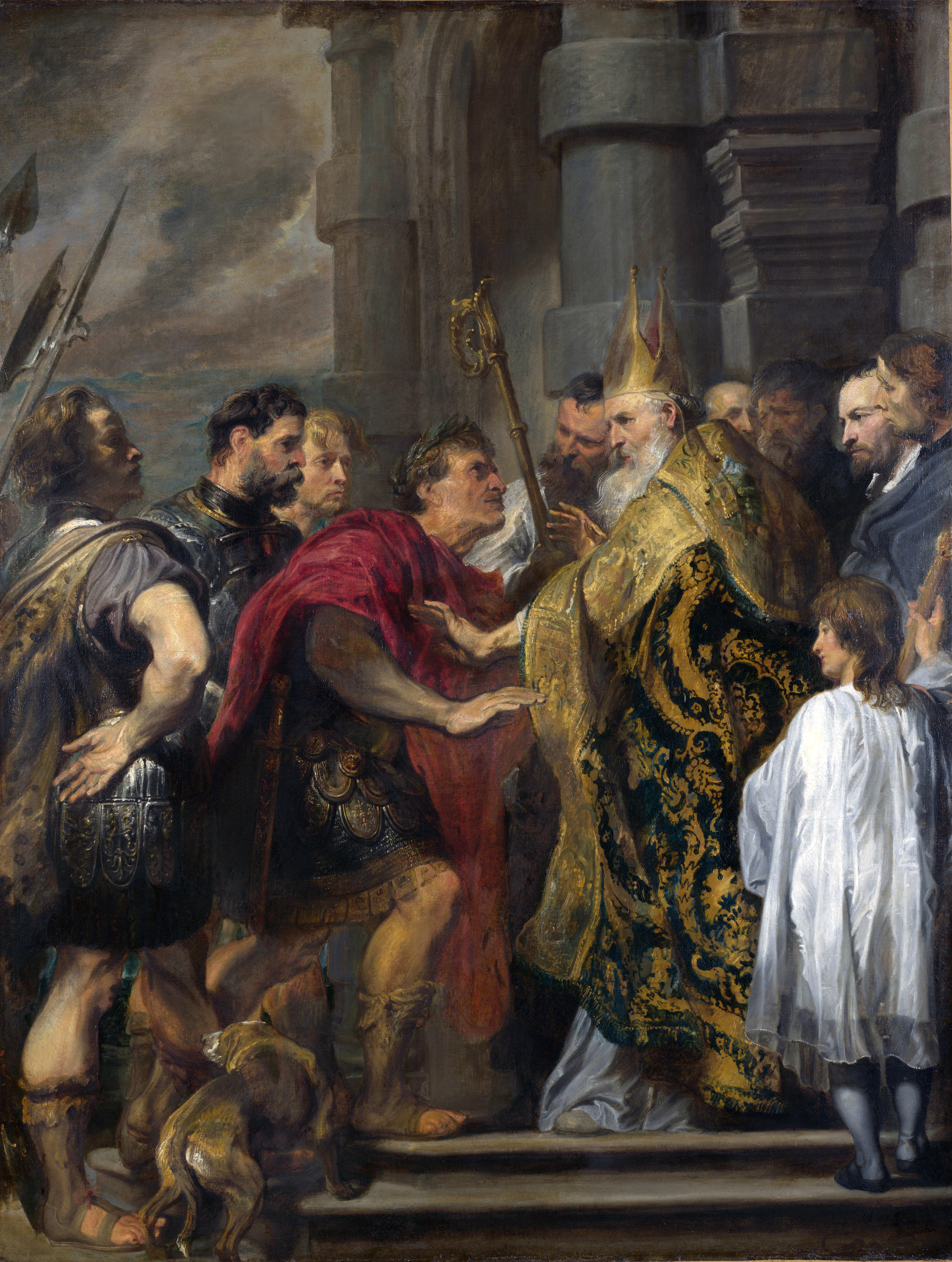
アンソニー・ヴァン・ダイク『皇帝テオドシウスのミラノ大聖堂入堂を拒む聖アンブロシウス』（1619-1620年ごろ）、ナショナル・ギャラリー (ロンドン)

『皇帝テオドシウスと聖アンブロシウス』（こうていテオドシウスとせいアンブロシウス、独: Hl. Ambrosius und Kaiser Theodosius、英: Theodosius and Saint Ambrose）は、フランドルのバロック期の巨匠ピーテル・パウル・ルーベンスが1615-1616年に一番弟子のアンソニー・ヴァン・ダイクの助力を得て描いた絵画である。主題はヤコブス・デ・ウォラギネの『黄金伝説』から採られており、ローマ皇帝テオドシウス1世とその一行がテッサロニカの虐殺に対する罰としてミラノ大聖堂大司教の聖アンブロシウスに大聖堂入堂を拒まれるところが描かれている。作品は現在、ウィーンの美術史美術館に所蔵されている。

## 作品
ルーベンスはこの絵画のために準備素描を描いたが、絵画はほとんど全面的にヴァン・ダイクにより制作された。絵画は1622年ごろからルーベンスの工房に保管されていたもので、1626-1628年にルーベンスがアントウェルペンを不在にしていた時期に銅版画家ウィレム・パネールスによって絵画のいくつかのモティーフが素描に模写されている。
その素描には「ヴァン・ダイクによるテオドシウス」 (中央上) と記されており、パネールスが本作の作者をヴァン・ダイクだと考えていたことがわかる。さらに、1640年のルーベンスの死後に制作された、ルーベンスが所有していた美術作品の売り立て目録にも「同じ画家 (ヴァン・ダイク) 作の聖アンブロシウス」との記載が見られる。とはいえ、本作は非常にルーベンス的で、ヴァン・ダイクの手を識別することは難しい。
なお、ヴァン・ダイクは、本作より少し後の1619-1620年ごろに類似した『皇帝テオドシウスのミラノ大聖堂入堂を拒む聖アンブロシウス』（ロンドン・ナショナル・ギャラリー) も制作している。両作品を比較すると、ルーベンスの素描にもとづく本作では建築の背景はそれほど目立たず、ローマ皇帝テオドシウスには髭が描かれている。また、後のヴァン・ダイク自身の作品では槍と斧槍が描かれている。